# Z-transformatie

De Z-transformatie is een wiskundige techniek die wordt gebruikt voor het oplossen van differentievergelijkingen. Dit zijn vergelijkingen die met name aan de orde zijn bij tijd-discrete processen. De Z-transformatie is het discrete analogon van de Laplace-transformatie voor continue functies.

## Definitie
Zij {\displaystyle a=(a_{0},a_{1},a_{2},\ldots )} een rij reële getallen. De Z-getransformeerde van deze rij is de Laurentreeks in de formele (complexe) variabele z:
{\displaystyle A(z)=({\mathcal {Z}}a)(z)=\sum _{n=0}^{\infty }a_{n}z^{-n}}.
Deze vorm wordt wel de eenzijdige Z-transformatie genoemd ter onderscheiding van de tweezijdige vorm, gedefinieerd voor rijen  {\displaystyle (a_{n})_{n=-\infty }^{\infty }} zonder begin, door:
{\displaystyle A(z)=({\mathcal {Z}}a)(z)=\sum _{n=-\infty }^{\infty }a_{n}z^{-n}}.

## Notatie
De Z-getransformeerde van de rij {\displaystyle (a_{n})} wordt meestal genoteerd als:
{\displaystyle A(z)={\mathcal {Z}}\left\{a_{n}\right\}(z)},
wat strikt genomen niet correct is, maar wat het mogelijk maakt de algemene term van de reeks in de notatie te gebruiken. Afhankelijk van de vorm waarin de reeks wordt weergegeven, zien we dan bijvoorbeeld:
{\displaystyle X(z)={\mathcal {Z}}\left\{x[n]\right\}(z)},
of:
{\displaystyle A(z)={\mathcal {Z}}\left\{a(n)\right\}(z)}.

## Voorbeeld
We bepalen de Z-getransformeerde van de meetkundige reeks:
{\displaystyle a_{n}=r^{n}}, voor n=0,1,2, ...
De Z-getransformeerde van deze reeks is:
{\displaystyle A(z)={\mathcal {Z}}\left\{r^{n}\right\}(z)=\sum _{n=0}^{\infty }r^{n}z^{-n}={\frac {1}{1-{\frac {r}{z}}}}}.
De getransformeerde A(z) is enkel convergent als |z|>|r| (deze voorwaarde is onder andere ook noodzakelijk om de gesloten vorm te mogen afleiden).

## Rekenregels
- Lineariteit: als {\displaystyle c(n)=a(n)+b(n)} dan is

{\displaystyle C(z)=A(z)+B(z)}
- Verschuiving: als {\displaystyle b(n)=a(n+k)} dan is

{\displaystyle B(z)=A(z)z^{k}}
- Convolutie. De Z-getransformeerde van een convolutie van twee signalen is het product van de Z-getransformeerden van die twee signalen:

{\displaystyle {\mathcal {Z}}\{(x*y)(n)\}(z)=X(z)Y(z)\ }
- Differentiëren.

{\displaystyle {\mathcal {Z}}\{n\cdot x(n)\}(z)=\ -z{\frac {dX(z)}{dz}}\ }